# Rani List, Kărdjali
Rani List (în bulgară Рани Лист) este un sat în comuna Kărdjali, regiunea Kărdjali,  Bulgaria. 

## Demografie
Componența etnică a satului Rani List
     Turci (98,45%)
     Nicio identificare (0,98%)
     Altele (0,56%)
La recensământul din 2011, populația satului Rani List era de 714 locuitori. Din punct de vedere etnic, majoritatea locuitorilor (98,45%) erau turci. Pentru 0,98% din locuitori nu este cunoscută apartenența etnică.